# Sutam
Il Sutam è un fiume della Russia siberiana orientale affluente di destra del Gonam nel bacino dell'Učur. Scorre nel Nerjungrinskij rajon della Sacha-Jacuzia,
Nasce dalla confluenza dei rami sorgentizi Levyj Sutam e Pravyj Sutam sul versante settentrionale dei monti Stanovoj, scorrendo nella regione montuosa dei monti del Sutam e del Gonam senza incontrare nessun centro abitato di rilievo; il maggiore affluente è il Nujam (186 km), confluente dalla destra idrografica.
Il Sutam è gelato, normalmente, nel periodo tra fine ottobre e i primi di maggio.